# Stanley Cup 1992
La finale della Stanley Cup 1992 è stata una serie al meglio delle sette gare che ha determinato il campione della National Hockey League per la stagione 1991-92. Al termine dei playoff i Pittsburgh Penguins, campioni della Prince of Wales Conference, si sfidarono contro i Chicago Blackhawks, campioni nella Clarence S. Campbell Conference. I Penguins nella serie finale di Stanley Cup usufruirono del fattore campo nonostante la parità di punti, 87 per entrambe, grazie ai 39 successi dei Penguins contro i 36 dei Blackhawks. La serie iniziò il 26 maggio e finì il 1º giugno con la conquista da parte dei Penguins della Stanley Cup per 4 a 0.
I Blackhawks giunsero in finale per la prima volta dalla stagione 1972-1973, mentre i Penguins erano alla seconda finale consecutiva dopo il successo ottenuto nella finale del 1991. Qualora i Blackhawks si fossero imposti nella finale di Stanley Cup per la prima volta una stessa città avrebbe potuto celebrare i successi nella NHL e nella NBA nella stessa stagione, grazie al titolo vinto dai Chicago Bulls di Phil Jackson e Michael Jordan, anch'essi ospitati presso il Chicago Stadium. Nel corso dei playoff Chicago stabilì un nuovo primato con 11 successi consecutivi, mentre la formazione di Pittsburgh giunse alle finali con una striscia positiva di 7 gare. Grazie alla vittoria per 4-0 i Penguins uguagliarono il record dei Blackhawks, per poi allungare la serie grazie a tre vittorie di fila nel primo turno dei playoff 1993. Gara 4 fu la prima gara nella storia della NHL disputata nel mese di giugno.
Al termine della serie l'attaccante canadese Mario Lemieux fu premiato con il secondo Conn Smythe Trophy consecutivo, trofeo assegnato al miglior giocatore dei playoff.

## Contendenti

### Pittsburgh Penguins
I Pittsburgh Penguins conclusero la stagione regolare al terzo posto nella Patrick Division con 87 punti conquistati. Al primo turno superarono per 4-2 i Washington Capitals, mentre in finale di Division sconfissero i New York Rangers per 4-2. Nella finale della Conference affrontarono i Boston Bruins, vincitori della Adams Division, e li superarono per 4-0.

### Chicago Blackhawks
I Chicago Blackhawks conclusero la stagione regolare al secondo posto nella Norris Division con 87 punti. Al primo turno sconfissero i St. Louis Blues, per 4-3, mentre in finale di division superarono per 4-0 i Detroit Red Wings. In finale di Conference sconfissero per 4-0 i vincitori della Smythe Division, gli Edmonton Oilers.

## Serie

### Gara 1
| Arbitro: | Andy Van Hellemond |

|                                                      |           |                                                             |
| Chelios 06:34 Goulet 13:17 Graham 26:53 Sutter 31:36 | Marcatori | 17:26 Bourque 35:24 Tocchet 36:23, 59:47 Lemieux 55:05 Jágr |

### Gara 2
| Arbitro: | Terry Gregson |

|                 |           |                                  |
| Marchment 30:24 | Marcatori | 09:52 Errey 52:55, 55:23 Lemieux |

### Gara 3
| Arbitro: | Don Koharski |

|               |           |  |
| Stevens 15:26 | Marcatori |  |

### Gara 4
| Arbitro: | Andy Van Hellemond |

|                                                                                 |           |                                                        |
| Jágr 01:37 Stevens 06:33 Lemieux 10:13 Tocchet 20:58 Murphy 44:51 Francis 47:59 | Marcatori | 06:21, 06:51, 16:18 Graham 35:40, 51:18 Jeremy Roenick |

## Roster dei vincitori
| Vincitori della Stanley Cup 1992 Pittsburgh Penguins | Portieri: Wendell Young, Ken Wregget, Tom Barrasso Difensori: Jim Paek, Grant Jennings, Ulf Samuelsson, Jeff Chychrun, Paul Stanton, Kjell Samuelsson, Gordie Roberts, Peter Taglianetti, Larry Murphy Attaccanti: Joe Mullen, Ron Francis, Bob Errey (A), Jock Callander, Jock Callander, Shawn McEachern, Jay Caufield, Ken Priestlay, Bryan Trottier (A), Jamie Leach, Troy Loney, Kevin Stevens, Phil Bourque, Dave Michayluk, Jiří Hrdina, Mario Lemieux (C), Jaromír Jágr, Rick Tocchet Staff Tecnico: Scotty Bowman (Allenatore), Rick Kehoe (Ass. allenatore), Rick Paterson (Ass. allenatore), Barry Smith (Ass. allenatore) |